# كارولين فرانكلين
كارولين فرانكلين (بالإنجليزية: Carolyn Franklin)‏ هي مغنية وكاتبة غنائية أمريكية، ولدت في 13 مايو 1944 في ممفيس في الولايات المتحدة، وتوفيت في 25 أبريل 1988 في بلدة بلومفيلد في الولايات المتحدة بسبب سرطان الثدي.

## وصلات خارجية
- كارولين فرانكلين على موقع IMDb (الإنجليزية)
- كارولين فرانكلين على موقع ميوزك برينز (الإنجليزية)
- كارولين فرانكلين على موقع أول ميوزيك (الإنجليزية)
- كارولين فرانكلين على موقع ديسكوغز (الإنجليزية)